# Habrocestum subpenicillatum
Habrocestum subpenicillatum är en spindelart som beskrevs av Lodovico di Caporiacco 1941. Habrocestum subpenicillatum ingår i släktet Habrocestum och familjen hoppspindlar. Inga underarter finns listade i Catalogue of Life.